# Israël, le voyage interdit
Pour plus de détails, voir Fiche technique et Distribution.
Israël, le voyage interdit (1ère partie : Kippour) est un film franco-israélien réalisé par Jean-Pierre Lledo et sorti en 2020.

## Synopsis
Le film est composé de quatre parties : Kippour, Hanouka, Pourim et Pessah.

## Fiche technique
- Titre : Israël, le voyage interdit (1ère partie : Kippour)
- Réalisation :	Jean-Pierre Lledo
- Scénario : Jean-Pierre Lledo
- Photographie : Jean-Pierre Lledo
- Son : Jean-Pierre Lledo
- Montage : Ziva Postec
- Production : Naouel Films - ZIVA Postec Films
- Pays :  France -  Israël
- Genre : documentaire
- Durée : 2 h 20 min
- Date de sortie : France - 7 octobre 2020

## Presse
- Serge Kaganski, « Pourquoi Israël ? », Transfuge, 7 octobre 2020
- Céline Rouden, « Israël, le voyage interdit, retour au pays d’origine », La Croix, 7 octobre 2020
- Véronique Cauhapé, « Israël, le voyage interdit : terre promise, terre brûlée », Le Monde, 7 octobre 2020
- Olivier Barlet, « Exploration familiale de la pensée juive », Africultures, 9 octobre 2020